# Nueva Providencia
Nueva Providencia (en inglés: New Providence) es la isla más conocida en las Bahamas, a la vez que la más poblada.
Se encuentra situada entre las islas de Eleuthera, al este, y Andros, al oeste, formando parte de las Antillas.
Nueva Providencia se convirtió en refugio de piratas desde 1715 a 1725, los cuales continuamente atacaban a la flota española que volvía a su país con importantes cargamentos de oro y plata. Años más tarde el gobierno británico la estableció como colonia formal y cuartel militar, escogiendo como centro neurálgico la pequeña ciudad de Nasáu, que con el tiempo acabó convirtiéndose en la capital del país y en una de las principales ciudades de todo el Caribe.
En mayo de 1782 fue tomada por una flota comandada por el gobernador español Bernardo de Gálvez.
- Datos: Q858513
- Multimedia: New Providence Island / Q858513